# 馮源
馮源（？—？），钱塘人，清朝政治人物。举人出身。
道光二十九年（1849年），擔任清朝廣州府南海縣知縣。后由胡湘接任。